# Kinematograf

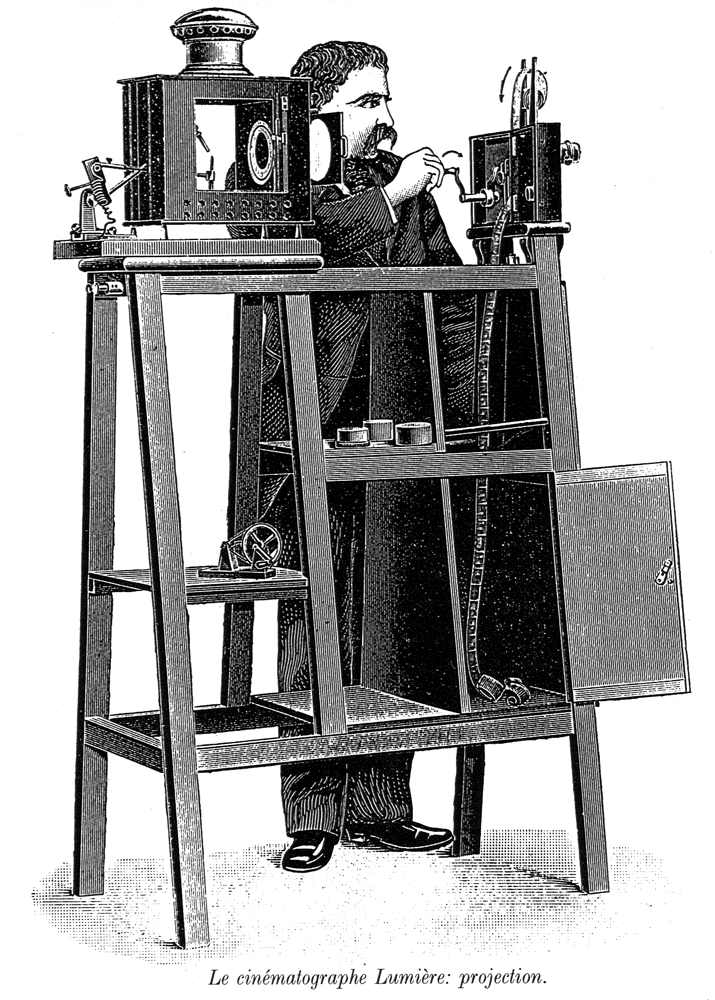
Lumière s kinematografem při projekci

Kinematograf je zastaralý výraz pro původní konstrukci prvních filmových promítaček a zároveň kamer a kopírek. V přeneseném významu se také jednalo o původní název pro dnešní termín kino či biograf. Ve 21. století se toto slovo používá jen velice zřídka, a to pouze jako označení pro přenosné či pojízdné kino, jako je například Kinematograf bratří Čadíků.
Kinematograf vynalezli Auguste a Louis Lumièrové roku 1895.